# Monasterio de Bellpuig
El monasterio de Santa María de Bellpuig de las Avellanas (en catalán: Santa Maria de Bellpuig de les Avellanes), también llamado Nuestra Señora de Bellpuig de Os de Balaguer, es una antigua abadía de canónigos regida por la Orden de San Agustín. 
Se encuentra dentro del término municipal de Os de Balaguer en la comarca catalana de la Noguera (España). Fue declarado Monumento Histórico Artístico en 1931.

## Historia
El cenobio se fundó a partir de la unión de dos comunidades. La primera de ellas estaba organizada alrededor de un ermitaño, Joan d'Organyà, en Vilanova de les Avellanes. En 1166 se constituyeron como comunidad gracias al apoyo que recibieron por parte de los condes de Urgel Armengol VII y de su esposa Dolça.
La segunda de las comunidades, que dio origen a Santa María de Bellpuig, era una filial del monasterio de Casadieu y se había establecido en el lugar en 1166. Se encontraba bajo la protección de Guillem d'Anglesola.
En 1180, al morir Joan d'Organyà, se fusionaron ambas comunidades. Bellpuig de las Avellanas se convirtió en la comunidad premonstratense más importante de Cataluña y fue el origen de otras similares como la Bonrepòs, Sant Nicolau de Fondarella, cerca de Anglesola y Santa Maria de Artá. Contó siempre con la protección de los condes de Urgel y tuvo posesiones importantes que se extendían por toda la comarca hasta la sierra de Montsec. En el año 1195 estuvo bajo la protección del rey Alfonso II de Aragón, que le honró diversos privilegios y donaciones.
A partir de mediados del siglo XVIII se inició en el monasterio un movimiento para la recuperación de la historia y los documentos eclesiásticos. Tres de sus abades escribieron importantes estudios sobre iglesias y cenobios catalanes: Jaume Caresmar (fallecido en 1791), Jaume Pasqual (fallecido en 1804) y Josep Martí (fallecido en 1806). Entre las obras salidas de Bellpuig hay que destacar el Monumenta Catalonia que se conserva en la Biblioteca de Cataluña.
La actividad en el monasterio terminó con la exclaustración de 1835. Desde esa fecha, el cenobio ha pasado por varios usos. Entre 1883 y 1889 se convirtió en trapa. Agustí Santesmasses, un banquero, adquirió el edificio en 1894. Santesmasses vendió los sarcófagos en que se encontraban los restos de los condes de Urgel al Museo The Cloisters de Nueva York. El precio de venta fue de 15.000 pesetas. Los restos mortales de los condes fueron retornados en 1967 dentro de unos sencillos sepulcros de piedra.
En 1910 se instaló en Bellpuig una comunidad de Hermanos Maristas que se encargó de restaurar el edificio.
Durante un tiempo, el monasterio era dónde los novicios a Hermanos Maristas recibían formación.
Actualmente, hay una comunidad de hermanos viviendo en él. Actualmente funciona como alojamiento rural además de restaurante, salas de reunión, casa de colonias y casa de espiritualidad.

## Edificio
La iglesia de Belpuig empezó a reconstruirse en el siglo XIV en estilo gótico. Estaba planificada como una gran basílica con planta de cruz latina. La nave central se acortó y se redujeron las dimensiones de la iglesia.
Tiene un ábside central en forma de pentágono y dos ábsides menores, uno en cada lado de la nave. El techo original estaba realizado en madera con bóveda ojival. La portalada de entrada se encuentra en el brazo norte del crucero. Es de estilo gótico con columnillas rematadas por capiteles. Aparecen los escudos de los condes de Urgel y del monasterio, así como un escudo que se cree corresponde al del abad. 
Se conserva también el claustro de estilo románico adosado en el ángulo sudoeste de la iglesia, construido en el siglo XII. Es de planta rectangular, las galerías del norte y del sur (las más cortas) están divididas en dos tramos por un pilar central y con cuatro arcos de medio punto, a cada lado, sostenidos por dobles columnas, las galerías más largas están divididas en tres tramos por dos pilares, en el tramo central se encuentran cinco arcos de medio punto y en los laterales tres arcos, todos ellos sostenidos también por pares de columnas. Todos los arcos se encuentran ornamentados con una moldura de puntas de diamante en el guardapolvo. Conserva treinta y seis capiteles decorados, pertenecientes a las galerías sur i oeste, en las otras galerías son completamente lisos. Los motivos ornamentales son con un relieve muy plano y representan elementos vegetales, figuras de animales y humanas.